# Ulrich Gollmer

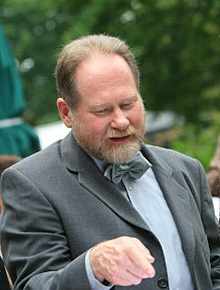
Ulrich Gollmer 2009

Ulrich Gollmer (* 14. September 1949 in Stuttgart) ist ein deutscher Autor, Übersetzer und Verleger.

## Leben
Gollmer studierte Politikwissenschaften, Geschichte, Soziologie und Anglistik an der Universität Stuttgart (MA 1979). Danach war er tätig in der Erwachsenenbildung, seit 1980 im Bahá'í-Verlag, dem Hausverlag der deutschen Bahai-Gemeinde, zunächst als Lektor und seit 1994 zeitweise auch als Geschäftsführer.
Im Fokus von Gollmers Interesse stehen politische, historische, sprachliche und soziale Aspekte des Bahaitums, oft auch in der Gegenüberstellung zu anderen (insbesondere den abrahamitischen) Weltreligionen. Seine theologische Grundlagenforschung versteht er als Beitrag zum interreligiösen Dialog, zum Teil hat sie auch apologetischen Charakter. Bisher größte Beachtung fand sein Beitrag zum Politikverständnis der Bahai, zusammenfassend dargestellt in Desinformation als Methode (einer Erwiderung auf eine Publikation der Evangelischen Zentralstelle für Weltanschauungsfragen aus dem Jahr 1981). Regelmäßig nimmt Gollmer teil an interreligiösen Veranstaltungen wie dem Nürnberger Forum der Friedrich-Alexander-Universität Erlangen-Nürnberg. 1984 war er Gründungsmitglied der Gesellschaft für Baha’i-Studien und später Mitinitiator des deutschsprachigen Irfan Kolloquiums. 2006 war er an der Gründung der Stiftung für Bahai-Studien beteiligt.
Gollmers Arbeitsschwerpunkt im Bahá'í-Verlag zwischen 1980 und 2013 war die Übersetzung und Edition von Bahai-Primärtexten, wozu neben den Werken der Religionsstifter Baha'ullah und Bab auch die von Baha'ullahs Sohn, Abdul-Baha, zählen. Maßgeblich beteiligt war Gollmer insbesondere an der Übersetzung der Schriften Baha'ullahs: etwa Ährenlese (1980, 1999), Botschaften aus Akka (1982), Verborgene Worte (1983, 1997, 2001), Gebete und Meditationen (1992), Kitab-i-Iqan (2000), Kitab-i-Aqdas (2000), Anspruch und Verkündigung (2007), Edelsteine göttlicher Geheimnisse (2007), Tabernakel der Einheit (2012). Zudem war er verantwortlicher Herausgeber der Reihe Studien zum Bahá’ítum [sic].
Gollmer ist verheiratet und hat drei erwachsene Kinder. Er selbst entstammt einer Familie, die bereits 1910 in Stuttgart vom evangelischen Christentum zum Bahaitum konvertierte. Sein Großvater Paul Gollmer begegnete 1913 in Stuttgart auch Abdul-Baha.

## Veröffentlichungen (Auswahl)
- Abrüstung und Weltfrieden. Eine Erklärung der Internationalen Bahá'í-Gemeinde. Eine Einführung von Ulrich Gollmer. Hofheim 1980.
- Der lange Weg zum Größten Frieden. In: Bahá'í-Briefe. Heft 50 und 52 (1985/86). Hofheim 1986.
- Einige Erläuterungen zum historischen Hintergrund zum Brief an die Zentralorganisation in Den Haag (in:) Abdul-Baha: Der Weltfriedensvertrag. Hofheim 1988.
- Versöhnung und Dienstbarkeit als Grundkategorien des Wirkens der Bahá'í-Gemeinde in der Welt. In: Beiträge des Irfán-Kolloquiums 2004. Hofheim 2005 (Online auf Bahaitum.de [PDF]).
- Friedensbildung aus Sicht der Bahá'í. In: Werner Haußmann (Hrsg.): Handbuch Friedenserziehung. Interreligiös – Interkulturell – Interkonfessionell. Gütersloh 2006, ISBN 978-3-579-05578-7.
- Anspruch und Verkündigung. Zur deutschen Übersetzung von The Summons of the Lord of Hosts. 2006 (Online auf Bahaitum.de [PDF]).
- Der geringere Frieden: Göttliches Heilsangebot in säkularer Gestalt. 2006 (Online auf Bahaitum.de [PDF]).
- Baha'u'llahs Sendschreiben an die Könige und Herrscher – ein Überblick. In: Beiträge des Irfán-Kolloquiums 2006. Hofheim 2007.
- Zum Stichwort Bahá'í-Religion im LThK3. In: Zeitschrift für Bahá'í-Studien. Hofheim 2007.
- Die Fülle religiöser Hoffnung: Überwindung der Partikularismen? 2007 (Online auf Bahaitum.de [PDF]).
- Mystik, systematische Lebensführung und die Bahá'í-Gemeinde als gemeinschaftlicher Erfahrungsraum. In: Zeitschrift für Bahá'í-Studien. Hofheim 2012.
- Bahá'í-Religion und Menschenrechte. In: Thomas Schirrmacher; Max Klingberg (Hrsg.): Jahrbuch Religionsfreiheit. Verlag für Kultur und Wissenschaft, Bonn 2016, ISBN 978-3-86269-125-8, S. 133–150 (Online beim Martin Bucer Seminar [PDF]).
- Konzepte kollektiver Heilserwartung. Kirche, Umma, Bahá’í-Gemeinde. In: Farah Dustdar (Hrsg.): Studien zum Bahá'í-Schrifttum: Beiträge des Irfán-Forums aus den Jahren 2009 bis 2016 (Band 6). Irfán-Forum, Blomberg, S. 39–135 (Online auf Bahaitum.de [PDF]).

Zusammen mit anderen Autoren:
- mit Nicola Towfigh und Udo Schaefer: Desinformation als Methode. Die Bahá’ísmus-Monographie des F. Ficicchia. Hildesheim 1995, ISBN 978-3-487-10041-8.
- mit Ingo Hofmann und Friedo Zölzer: Die Haltung zur Welt/Natur/Umwelt – Eine Baha’i-Perspektive (in:) Die Erde – lebensfreundlicher Ort für alle: Göttinger Religionsgespräch 2002 zur Umwelt- und Klimapolitik. Hrsg.: Ottfried Orth. Münster 2002, ISBN 978-3-8258-6338-8.
- mit Armin Eschraghi: Die deutsche Ausgabe des Buches „The Summons of the Lord of Hosts“ und die Übersetzungsproblematik. In: Beiträge des Irfán-Kolloquiums 2006. Hofheim 2007.
- mit Manfred Hutter, Armin Eschraghi: Bahai – Religion, Politik und Gesellschaft im interreligiösen Kontext. In: Friedmann Eißler, Jürgen Schnare (Hrsg.): EZW-Texte. Nr. 233. Berlin 2014.